# Óscar Cortés Tapia

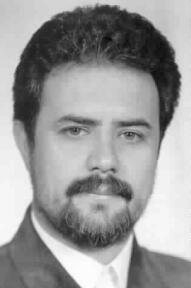
Óscar Cortés Tapia.

Óscar Cortés Tapia (Chilpancingo, Guerrero, 1960). Escritor mexicano.

## Biografía
Óscar Cortés Tapia es licenciado en Lengua y Literaturas Hispánicas por la Universidad Nacional Autónoma de México, y estudió la Maestría en Letras Mexicanas en esta misma institución. También es licenciado en Derecho por la Universidad del Valle de México.
En 1987, mientras hace sus estudios de literatura, imparte clases en colegios particulares. Al año siguiente aparecen sus primeros textos de creación en la revista Punto de Partida.
A partir de 1990 colabora en varios periódicos de la Ciudad de México y en revistas nacionales y del extranjero. En la revista Ruptures, de Quebec, le publican el poema "Don Panchito", el cual es traducido al inglés, francés y portugués.
Entre 1996 y 1997 pertenece al colectivo artístico El Erizo de Arquíloco, cuya propuesta era un arte neoingenuo, inspirado en la píntura naif y la poesía en bruto.
En 1998 obtiene la beca del Fondo Estatal para la Cultura y las Artes de Guerrero, en el rubro de Creador con trayectoria.
Entre los reconocimientos que obtiene destacan el Premio Punto de Partida 1990 en Cuento y el de 1992 en Poesía.
En 1998 publica el libro de cuentos intitulado Breve espera, y en 1999 la antología Su inútil servidor, Margarito Ledesma (antología mínima de Leobino Zavala).
Cortés Tapia se ha inclinado por la poesía. Entre sus libros están Voces como silencio (1995), Tierra de palabras (1996), Cuaderno de iluminar ausencias (1997), La misma pluma (1998), Elogio de El Santo y otros poemas (2001), Elogio de lo baladí (2004) y Las hijas pródigas (2011).
En noviembre de 2012 gana el Certamen de Poesía Demiurgo, convocado por la editorial Valentia Autores, de España; y en julio de 2013 la Universidad del Valle de México le otorga el premio Lince de Oro.

Entre enero de 2013 y mayo de 2017 condujo los programas radiofónicos en línea ¿Te cuento un libro? y Déjame que te cuente, los cuales se transmitieron a través de Ciudad Radio Mx.
Desde el 22 de noviembre de 2013 es presidente de la Corresponsalía del Seminario de Cultura Mexicana en Chilpancingo (fundado por él mismo).